# Kaveinga Fa'anunu
Kaveinga Faʻanunu (30 de julio de 1962 – Nukualofa, 24 de julio de 2011) fue un político tongano.
Con una licenciatura en ciencias forestales, trabajó durante nueve años en diversos puestos de "silvicultura, agroforestería y gestión" en el departamento forestal del gobierno, antes de ingresar a la política. Esto incluyó trabajar durante un tiempo como Director Ejecutivo de Tonga Timber, una empresa estatal.
Su breve carrera en política nacional comenzó cuando fue elegido Representante Popular para el noveno distrito electoral de Tongatapu en las elecciones generales de noviembre de 2010. Como candidato para el Partido Democrático de las Islas Amigas, obtuvo el 34% de los votos, descartando otros catorce candidatos.
Murió siete meses después, el 24 de julio de 2011, de "cáncer de cabeza y cuello", en el Hospital Vaiola de Nukualofa.